# Berta de Bivar
Berta Leonor de Bivar Peyroteo (Villar de Plasencia, Cáceres, 24 de Novembro de 1889 – Santo Condestável, Lisboa, 10 de Maio de 1964) foi uma cantora lírica (soprano) e actriz de teatro, cinema e televisão em Portugal.

## Família
Filha do engenheiro de obras públicas José de Vasconcelos Peyroteo (Santa Maria, Torres Novas, 22 de Outubro de 1861 – Angola, 1919), de ascendência espanhola, primo em 2.º grau de Augusto César de Almeida de Vasconcelos Correia e de António de Almeida de Vasconcelos Correia e sobrinho-neto do 1.º Visconde de Torres Novas e 1.º Conde de Torres Novas e do 2.º Conde de Torres Novas, e de sua primeira mulher Leonor Micaela de Bivar Moreira de Brito (Portimão, Portimão, 6 de Março de 1865 – São Jorge de Arroios, Lisboa, 28 de Fevereiro de 1894), doméstica, tendo mais dois irmãos.
Foi também meia-irmã de Fernando Baptista de Seixas de Vasconcelos Peyroteo, filho de sua madrasta Maria da Conceição Fernandes de Seixas Peyroteo (1879-1948).
A 12 de Fevereiro de 1912, casou primeira vez civilmente, em Lisboa, com o pianista Vianna da Motta, de quem viria a divorciar-se em 1923.
A 17 de Agosto de 1924, casou segunda vez civilmente, em Lisboa, com o actor José Maria Alves da Cunha, com quem fundou a companhia de teatro Berta de Bivar-Alves da Cunha que pôs em cena inúmeras peças em muitos teatros do Continente e África, entre eles: Teatro Nacional de São Carlos, Teatro da Trindade, Teatro Louletano, Teatro Almeida Garrett, etc. A 5 de fevereiro de 1948, os dois casaram catolicamente na igreja paroquial de Santa Isabel, em Lisboa.
Frequentou o Curso Superior de Letras, como aluna livre de História, estreando-se no Teatro Gymnasio, pela mão de Lucinda Simões, na peça "Ninho de Águias", de Carlos Selvagem. Apresentou-se aos 15 anos como cantora no Conservatório Nacional, após estudos em Paris e Berlim, iniciados com Madame Bensaúde. Esteve em digressão pela Europa, onde se destacou pelos seus êxitos em Espanha, Suíça e Alemanha. 
Teve quatro filhas, Leonor Micaela de Bivar Vianna da Motta (1912-1972), nascida em Buenos Aires e casada com João Apolinário Sampaio Brandão (1908-1952), com geração; Inês de Bivar Vianna da Motta, casada com o famoso médico Henrique João de Barahona Fernandes; Maria Teresa de Bivar Alves da Cunha, solteira e sem geração; e Maria do Pilar de Bivar Alves da Cunha, casada com o pintor Francisco Alberto Cutileiro, com geração.
Acabou por falecer repentinamente de enfarte agudo do miocárdio aos 74 anos, em casa, na Rua Coelho da Rocha, 117, 1.º esquerdo, freguesia de Santo Condestável, em Lisboa. Ao seu funeral, no Cemitério dos Prazeres, acorreram artistas e figuras de relevo nos meios teatrais e pessoas de várias categorias sociais.

## Televisão
- 1959 - "A Longa Ceia de Natal"
- 1960 - "Lisboa em Camisa"
- 1961 - "Os Velhos"
- 1963 - "Carmosina"

## Cinema
- 1930 - "Lisboa, Crónica Anedótica" de Leitão de Barros
- 1953 - "Duas Causas"

## Teatro

### Musicais
- O teatro de São Carlos: dois séculos de história

### Drama
- 1898 Papá Lebonnard
- 1908 A Formosura
- 1918 O Canto do Mar
- 1926 O homem e seus fantasmas